# Father of the Pride
Father of the Pride is een Amerikaanse animatieserie over een familie witte leeuwen die vanaf 31 augustus 2004 werd uitgezonden. Ondanks de vele promotie bleek de serie niet succesvol en stopte na het eerste seizoen.

## Plot
De show draait om een familie witte leeuwen met vader Larry, moeder Kate, en hun kinderen Sierra, Hunter en Sarmoti. Vader Larry is de ster in een show van Siegfried & Roy in Las Vegas.

## Rollen
| Personage | Stemacteur      |
| --------- | --------------- |
| Larry     | John Goodman    |
| Kate      | Cheryl Hines    |
| Sierra    | Danielle Harris |
| Hunter    | Daryl Sabara    |
| Sarmoti   | Carl Reiner     |
| Snack     | Orlando Jones   |
| Siegfried | Julian Holloway |
| Roy       | David Herman    |

## Prijzen
Father of the Pride won in 2005 een Annie Award voor beste karakterontwerp in een animatieserie.